# Drivistjärnen
Drivistjärnen är en sjö i Malung-Sälens kommun i Dalarna och ingår i Dalälvens huvudavrinningsområde. Sjön har en area på 0,0877 kvadratkilometer och ligger 295,5 meter över havet.

## Delavrinningsområde
Drivistjärnen ingår i det delavrinningsområde (674702-139376) som SMHI kallar för Inloppet i Öjen. Medelhöjden är 336 meter över havet och ytan är 9,13 kvadratkilometer. Räknas de 41 avrinningsområdena uppströms in blir den ackumulerade arean 484,78 kvadratkilometer. Ogströmmen (Ogan) som avvattnar avrinningsområdet har biflödesordning 4, vilket innebär att vattnet flödar genom totalt 4 vattendrag innan det når havet efter 396 kilometer. Avrinningsområdet består mestadels av skog (68 procent) och öppen mark (10 procent). Avrinningsområdet har 0,09 kvadratkilometer vattenytor vilket ger det en sjöprocent på 0,9 procent. Bebyggelsen i området täcker en yta av 0,55 kvadratkilometer eller 6 procent av avrinningsområdet.